# Eriogonum orcuttianum
Eriogonum orcuttianum är en slideväxtart som beskrevs av Sereno Watson. Eriogonum orcuttianum ingår i släktet Eriogonum och familjen slideväxter. Inga underarter finns listade i Catalogue of Life.